# Micah Alberti
Micah Anthony Alberti (Oregon, 19 agosto 1984) è un attore statunitense.
Ha recitato nella soap opera statunitense La valle dei pini, nelle serie 8 semplici regole, Smallville, CSI: Scena del crimine, nella fiction Doc West e in Wildfire
Ha inoltre recitato nel film American Pie Presents: Band Camp (2005). 

## Filmografia

### Cinema
- American Pie Presents: Band Camp, regia di Steve Rash (2005)
- Forget Me Not, regia di Tyler Oliver (2009)

### Televisione
- La valle dei pini (All My Children) – soap opera, 8 puntate (2003)
- Così gira il mondo (As the World Turns) – serie TV, 1 episodio (2004)
- 8 semplici regole (8 Simple Rules) – serie TV, 1 episodio (2005)
- Wildfire – serie TV, 51 episodi (2005-2008)
- CSI: Miami – serie TV, 1 episodi (2007)